# الکساندر استولز
الکساندر استولز (انگلیسی: Alexander Stolz؛ زادهٔ ۱۳ اکتبر ۱۹۸۳) بازیکن فوتبال اهل آلمان است که به عنوان دروازه‌بان بازی می‌کند.
از باشگاه‌هایی که در آن بازی کرده‌است می‌توان به باشگاه فوتبال کارلسروهه، باشگاه فوتبال اس‌وی زاندهاوزن، باشگاه فوتبال هوفنهایم، و باشگاه فوتبال اشتوتگارت اشاره کرد.